# Beverly Manufacturing Company
Beverly Manufacturing Company, vorher Upton Machine Company, war ein US-amerikanischer Hersteller von Automobilen. Eine andere Quelle nennt die Beverly Machine Company.

## Unternehmensgeschichte
Colcord Upton gründete 1900 die Upton Machine Company in Beverly in Massachusetts. 1900 stellte er den ersten Prototyp fertig, den er im November 1900 auf der ersten New York Automobile Show präsentierte. 1901 folgten zwei weitere Fahrzeuge zu Testzwecken. Erst im Sommer 1902 begann die Produktion von Automobilen für den Verkauf. Der Markenname lautete Upton. Im Juli 1903 verließ Upton das Unternehmen, um die Upton Motor Company zu gründen. Ab 1904 änderte sich der Markennamen in Beverly, denn Colcord Upton war im Besitz der Markenrechte an Upton geblieben. Ebenfalls 1904 endete die Fahrzeugproduktion. Im September 1905 änderte sich die Firmierung in Beverly Manufacturing Company. Es entstanden Kraftübertragungen. Im Januar 1908 übernahm die Cameron Car Company das Unternehmen.

## Fahrzeuge

### Markenname Upton
Die ersten Fahrzeuge hatten einen Einzylindermotor von De Dion-Bouton mit 3,5 PS Leistung. Ein selbst entwickeltes Planetengetriebe übertrug die Motorleistung auf die Hinterachse.
Von 1902 bis 1903 stand außerdem der Four im Sortiment. Er hatte einen selbst hergestellten Vierzylindermotor mit 16 PS Leistung. Das Fahrgestell hatte 229 cm Radstand. Darauf wurde eine fünfsitzige Tourenwagenkarosserie montiert. Möglicherweise entstand hiervon nur ein Exemplar.

### Markenname Beverly
Das einzige Modell basierte auf dem vorherigen Vierzylindermodell. Allerdings war die Motorleistung auf 22 PS angehoben worden. Der Kühlergrill war ebenfalls überarbeitet worden. Der Radstand blieb unverändert. Ungewöhnlich waren die mitlenkenden Scheinwerfer, also eine frühe Art des Kurvenlichts.